# 1. Niederbayerisches Automobil- und Motorradmuseum

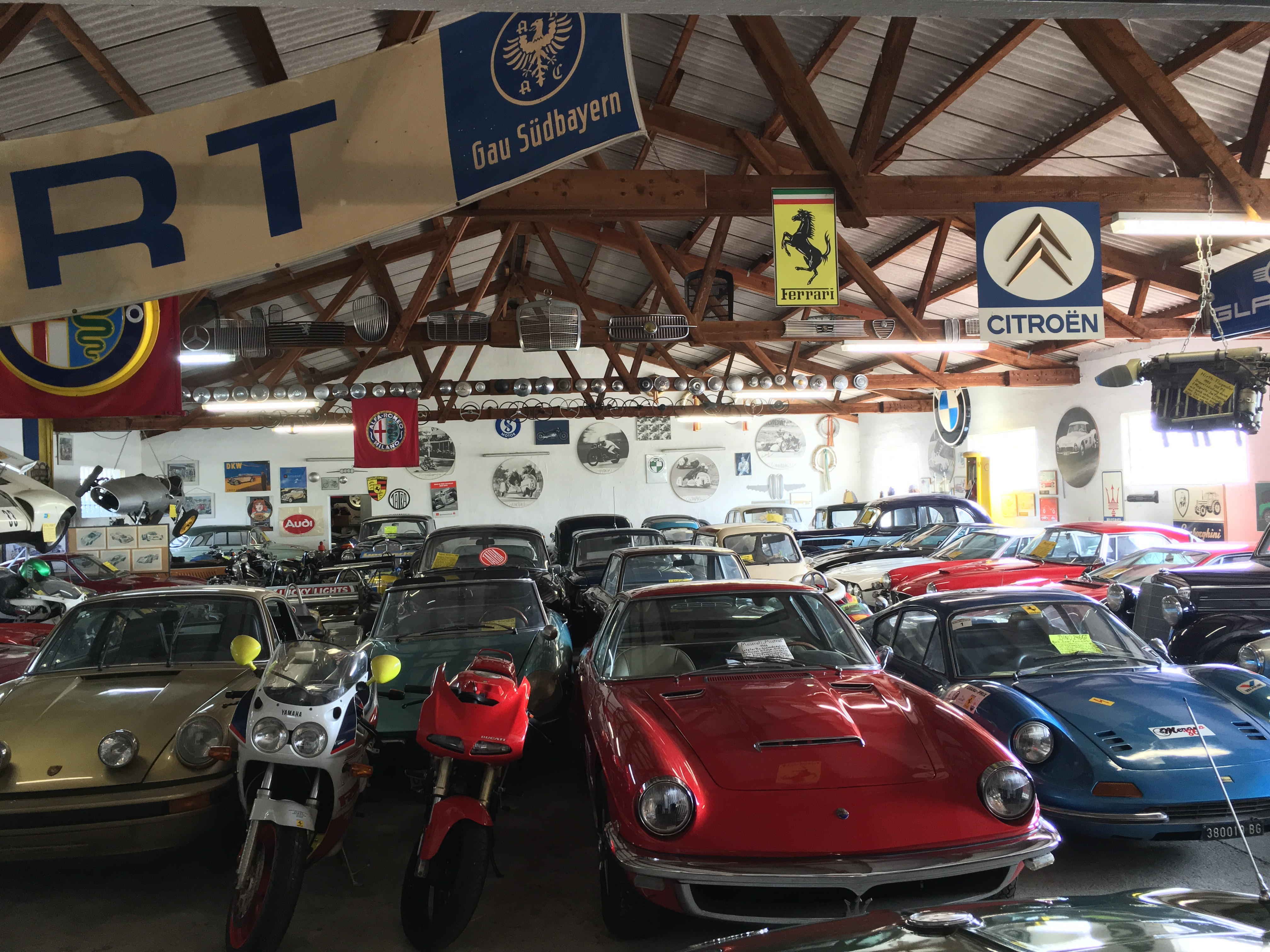
Blick in eine der Hallen. Im Vordergrund von links nach rechts ein Porsche 911, zwei Motorräder, ein Maserati Mistral und ein Dino

Das 1. Niederbayerische Automobil- und Motorradmuseum ist ein Museum für Oldtimer in Bayern.

## Geschichte
Der Rennfahrer Walter Proebst begann in den 1970er Jahren mit dem Sammeln alter Autos und Motorräder. 1979 kaufte er zusammen mit anderen Personen eine Halle in Adlkofen. Im April 1980 eröffnete er darin sein Automuseum. 1982 war es in der Hauptsaison samstags und sonntags für Besucher geöffnet. Nach neueren Quellen ist es an den Sonntagen geöffnet – bis mindestens 1998 ganzjährig und seit spätestens 2004 nur in den Sommermonaten.
Seit den 2010er Jahren leitet seine Tochter Verena das Museum. Walter Proebst starb 2017.

## Ausstellungsgegenstände

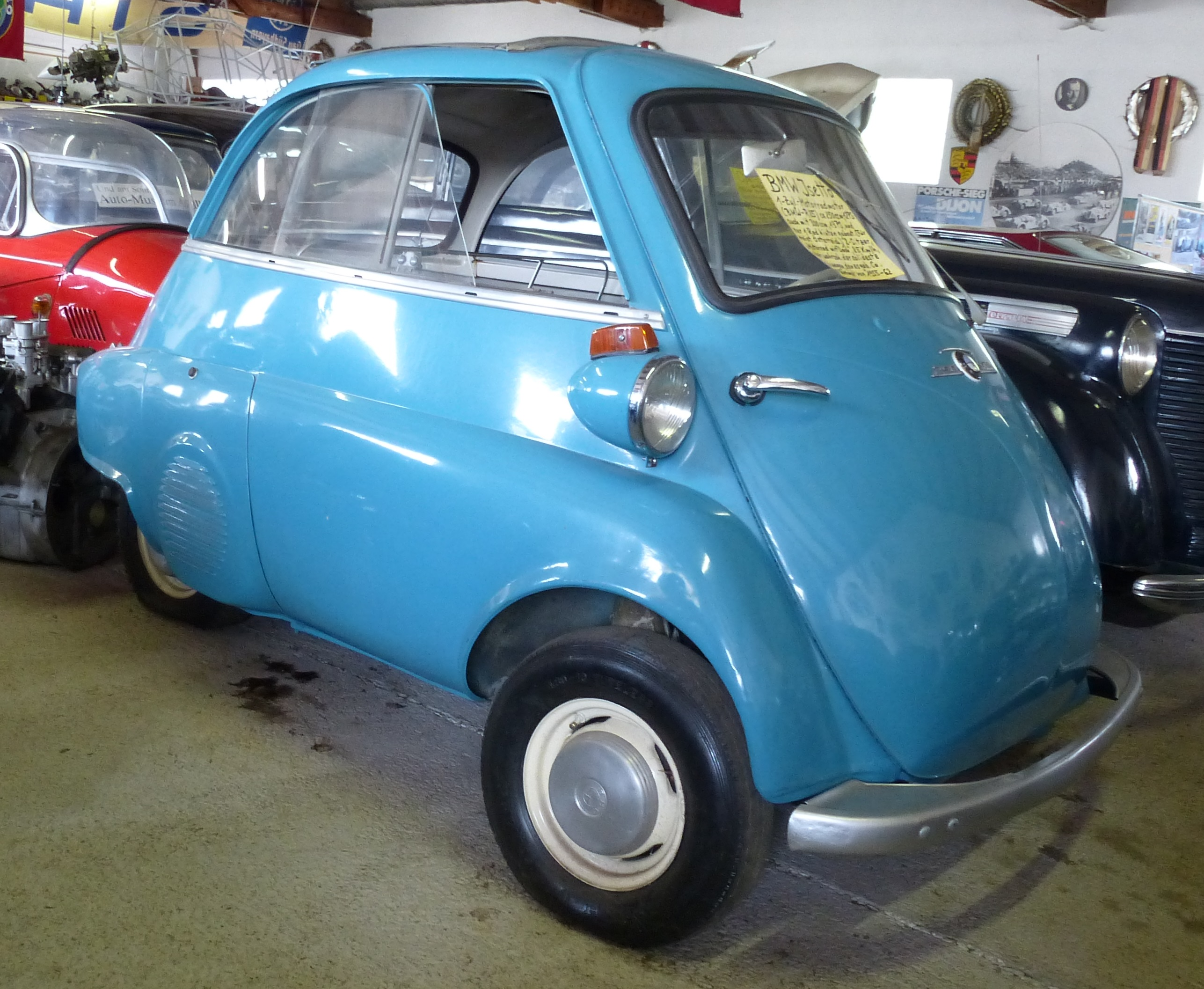
BMW Isetta

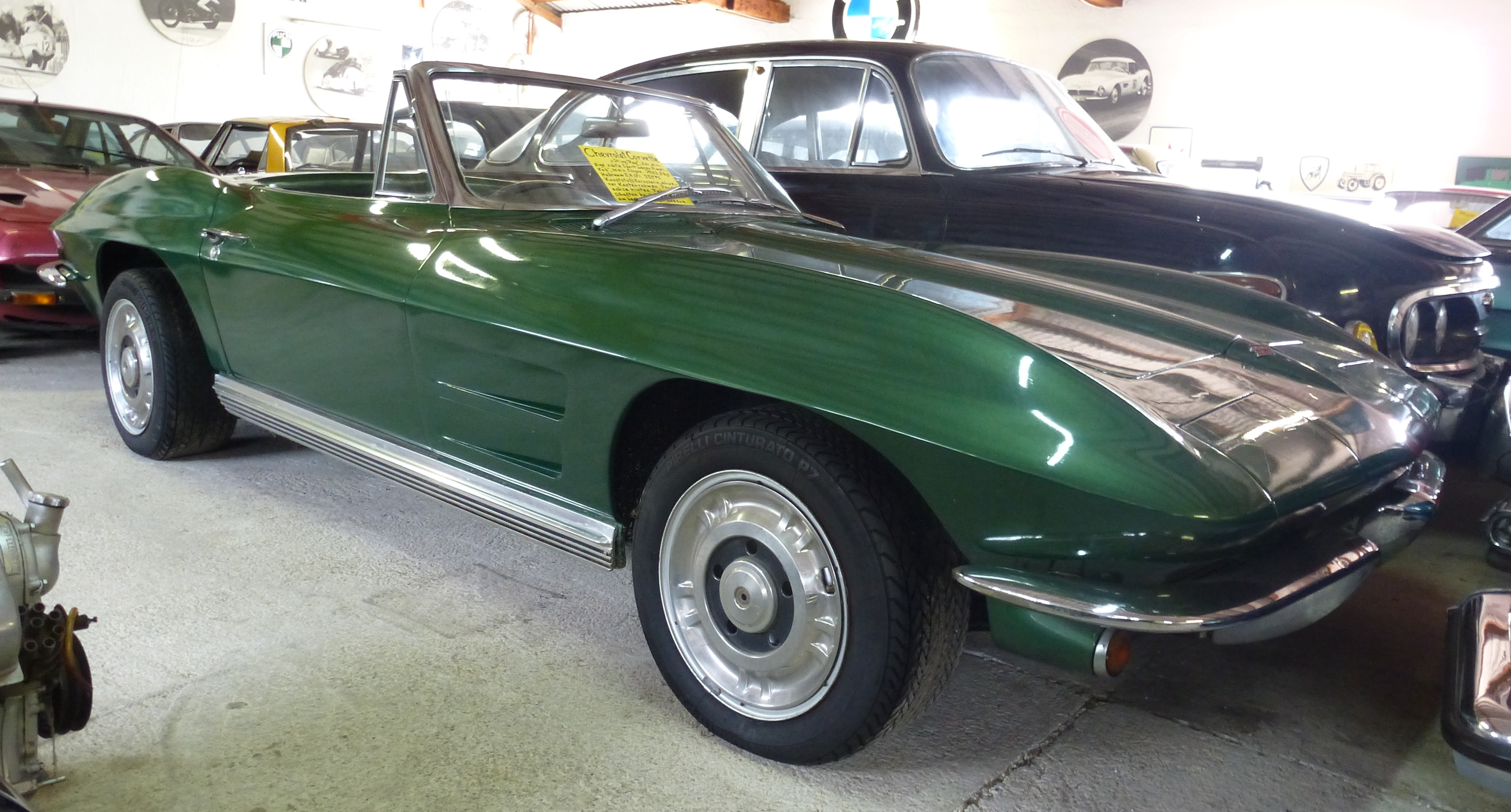
Chevrolet Corvette von 1963

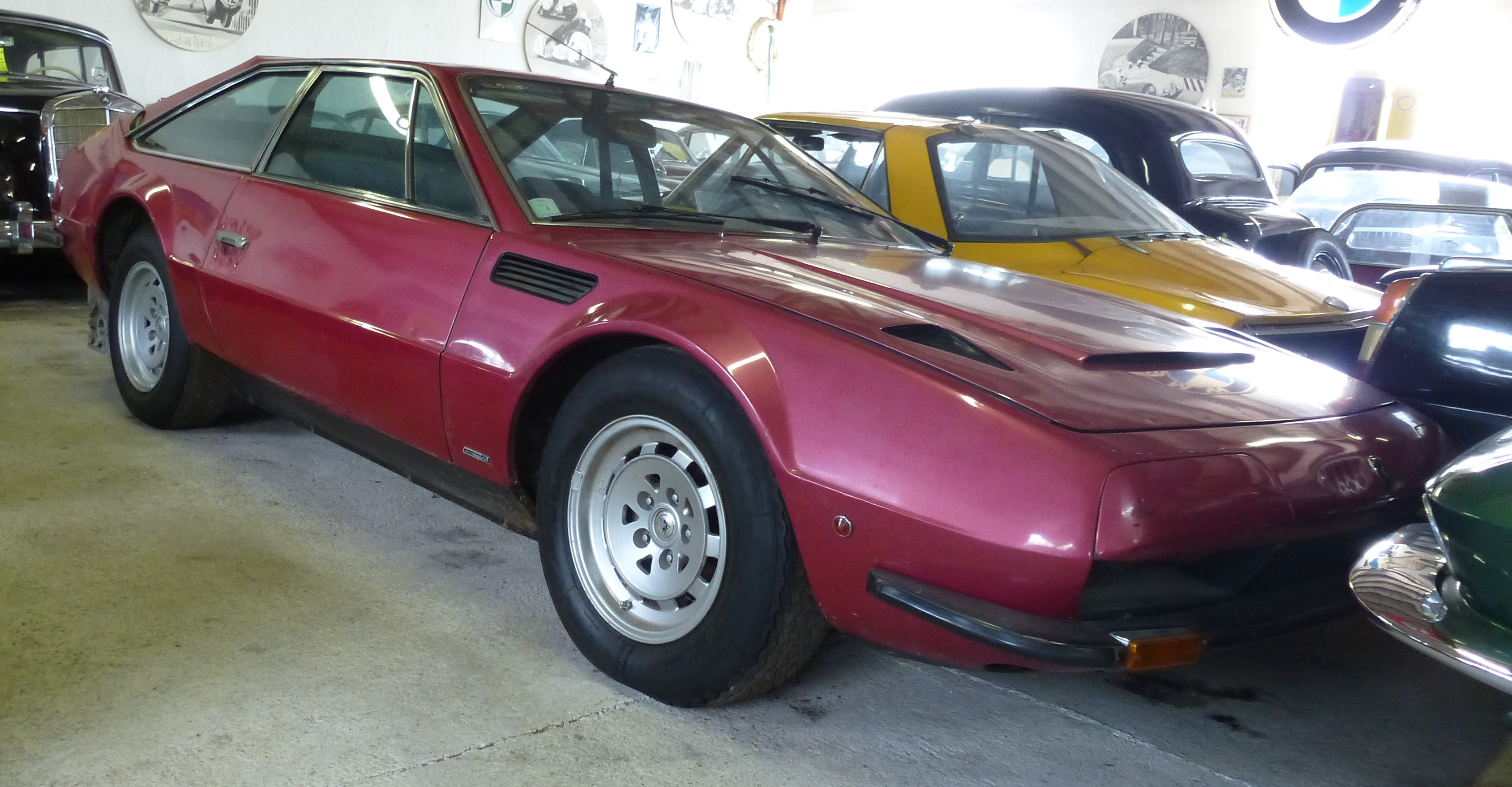
Lamborghini Jarama von 1973

1980 waren 30 Autos und 30 Motorräder ausgestellt. Bis 1982 wurden daraus 36 Autos und 50 Motorräder. 1985 waren es bereits 44 Autos und 50 Motorräder. Für 1990 sind 65 Autos und 100 Motorräder überliefert. 1995 waren es 70 Autos und 100 Motorräder. Für 1998 sind 66 Autos und 105 Motorräder angegeben. 2004 wurden etwa 60 Autos genannt. 2014 waren 70 Autos, 110 Motorräder, 10 Mopeds, 3 Fahrräder und 250 Motoren ausgestellt.
Der Schwerpunkt liegt auf Sportwagen. Daneben sind elf Rennwagen und einige Kleinwagen ausgestellt.
Hier einige der ausgestellten Fahrzeuge und Fahrzeugmarken: Austin-Healey 3000 von 1964; Cord 810 von 1936, Allard von 1949, Austin-Healey Sprite, BMW 315, 327, 501, Isetta und 600, Citroën SM und Traction Avant, Porsche 356, Alfa Romeo Spider und Montreal, Jaguar XK 150 und E-Type, Ford Modell A und Modell BB, Opel P4 und Olympia, Austin 7, Lamborghini Jarama und Espada, Borgward Isabella, Mercedes-Benz SL und 170, Glas V8, Maserati, Ferrari, Triumph und MG; Jaguar; Porsche 911, Lotus, Chevrolet, DKW, Fiat, Glas, Tatra, Wanderer und Hupmobile von 1908.
Die Fahrzeuge stehen dicht nebeneinander. Das wurde bereits 1995 in einem Bericht kritisch angedeutet.